# گرزدار
گُرزدار یا بتا زانوزده یک ستاره است که در صورت فلکی زانوزده قرار دارد.

نام غربی این ستاره، Kornephoros از زبان یونانی گرفته شده و به معنی حمل‌کننده گرز است.